# Fontinalaceae
Fontinalaceae, porodica pravih mahovina u redu Hypnales.. Ime porodice došlo je po rodu Fontinalis.
Fontinalaceae su vodene mahovine s dugim plutajućim stabljikama. Spore mogu biti male ili velike, glatke do lagano papilozne. Postoje 3 roda sa   19 vrsta.

## Rasprostranjenost
Sjeverna Amerika, Južna Amerika, Euroazija, Afrika, Atlantski otoci (Island). Sva tri roda i većina vrsta Fontinalaceae nalaze se u Sjevernoj Americi.

## Rodovi
1. Brachelyma Schimp. ex Cardot
2. Dichelyma Myrin
3. Fontinalis Hedw.